# Eurygnathus
Eurygnathus is een geslacht van kevers uit de familie van de loopkevers (Carabidae). De wetenschappelijke naam van het geslacht is voor het eerst geldig gepubliceerd in 1854 door Wollaston.

## Soorten
Het geslacht Eurygnathus is monotypisch en omvat slechts de volgende soort:
- Eurygnathus latreillei Laporte, 1834